# جو سونغ-جين
جو سونغ-جين (هانغل: 조성진) هو لاعب كرة قدم كوري جنوبي في مركز الدفاع، ولد في 14 ديسمبر 1990 في دايجون في كوريا الجنوبية. لعب مع رواسو كوماموتو وسوون سامسونغ بلووينغز وهوكايدو كونسادول سابورو.

## وصلات خارجية
- جو سونغ-جين على موقع رابطة كرة القدم اليابانية للمحترفين (اليابانية)
- جو سونغ-جين على موقع دوري كوريا الجنوبية (الإنجليزية)
- جو سونغ-جين على موقع قاعدة بيانات كرة القدم.إي يو (الإنجليزية)
- جو سونغ-جين على موقع Soccerbase.com (لاعب) (الإنجليزية)
- جو سونغ-جين على موقع عالم كرة القدم.نت (الإنجليزية)